# Мушак, Алексей Петрович
Алексей Петрович Мушак (укр. Мушак Олексій Петрович; род. 28 февраля 1982 года) — украинский предприниматель и политик, депутат Верховной Рады Украины VIII созыва. (Из политических обещаний более половины не выполнил.)Был избран по списку Блока Петра Порошенко (№ 60), был членом комитета Верховной Рады Украины по вопросам аграрной политики и земельных отношений.
Советник премьер-министра Алексея Гончарука по экономическим вопросам.

## Биография
Родился и вырос в киевской семье заслуженного врача Украины Светланы Мушак (родом с Полтавщины) и Петра Мушака (уроженец Закарпатья), кандидата биохимических наук. Окончил Украинский физико-математический лицей при Киевском национальном университете им. Тараса Шевченко, высшее образование получил в Институте прикладного системного анализа Киевского национального технического университета «Киевский политехнический институт». Тема дипломной работы — «Вступление Украины в ЕС: перспективы и риски». Владеет английским языком. По завершении учёбы работал в аналитических структурах финансовых, спортивных, политических компаний и организаций. Был политическим экспертом Института национальной стратегии (2005—2007). В 2008 включен в список ТОП-50 аналитиков Украины по версии Reuters Thomson. Занимался предпринимательством — организовывал бизнес в сфере розничной торговли, вел проекты в сфере майнинга криптовалюты Bitcoin. Занимался баскетболом, имеет спортивный разряд по плаванию.
С 2007 по 2014 год занимался частным предпринимательством.
24 сентября 2014 года кандидат в депутаты Алексей Мушак пообещал добиться установления публичного контроля за назначением и деятельностью судей, однако впоследствии он воздержался на голосовании за данный закон.
18 марта 2015 года заявил: «Мы получили конфликт на 10-20 лет. В законопроекте, за который мы проголосовали, „особый статус“ предлагается всего на 3 года после того, как будут выведены все войска, как будет допущена миссия ОБСЕ … Это решение — это первый посыл, что мы готовы к мирному решению, мы готовы к „замораживанию“ конфликта, и мы готовы сделать так, чтобы проблемы были не у всей Украины, а в восточной части Украины, и эту восточную часть Украины мы будем контролировать фортификационными сооружениями, мы будем некоторые вещи делать, чтобы какая-то неприятность, хаос, вооруженные люди и все остальные были только на отдельных территориях отдельных районов Луганской и Донецкой областей».
Депутат Алексей Мушак является автором и соавтором 33 законопроектов и 5 Законов Украины, среди них:: «О внесении изменений в некоторые законы Украины относительно обеспечения конкурентных условий производства электроэнергии из альтернативных источников энергии» (регистрационный номер 514-VIII), «О внесении изменений в некоторые законодательные акты Украины по дерегуляции в агропромышленном комплексе», «О внесении изменений в некоторые законодательные акты Украины относительно усиления прозрачности добывающих отраслей на Украине», «О внесении изменений в Закон Украины „О карантине растений“ (относительно уменьшения административной нагрузки)», «О внесении изменений в некоторые законодательные акты Украины относительно дерегуляции в агропромышленном комплексе». Возглавлял рабочую группу «Управление ресурсами в сельском хозяйстве» в рамках разработки Единой комплексной стратегии развития сельского хозяйства и сельских территорий на 2015—2020 годы (совместный проект Европейской комиссии и Министерства аграрной политики Украины).
7 сентября 2016 года Алексей Мушак заверил, что не будет голосовать за закон про спецконфискацию, однако уже 8 декабря 2016 он проголосовал за этот закон.
С 2007 года координирует фонд «Україна! Я за тебе!». В 2010—2014 годах возглавлял правление Фонда. Активный участник Евромайдана.
Большинство своих сбережений Алексей Мушак не держит в гривнах (8 млн гривен в криптовалюте биткойн, 3,67 млн гривен в драгоценных банковских металлах, 42 тысяч долларов, 20 тысяч евро, а остальное в гривнах).
22 июня 2017 года заявил, что заботиться о пожилых людях должны сами пожилые люди и их дети. И предложил отменить на Украине пенсии. По его словам: «Очевидно же, что даже при увеличении пенсий все равно дети должны помогать своим родителям, для того чтобы они прожили, а родители должны работать где-то параллельно. Но это больше азиатский подход — отмена пенсий в обмен на экономический рост. Потому что у нас дефицит пенсионного фонда составляет 150 миллиардов. Соответственно, эти деньги откуда-то берутся же? А они берутся от того, что недофинансируются ни школы, ни дороги, ни больницы. Поэтому я готов принять консолидированное решение, чтобы отменить пенсии, но сохранить эти деньги для экономического роста».
25 декабря 2018 года включён в санкционный список России.

## Награда
- Почетный знаком Генерального штаба ВСУ «За заслуги перед Вооруженными силами Украины» и медаль «За службу и добросовестное выполнение мер по мобилизации»[источник не указан 1030 дней].